# (1158) Luda
(1158) Luda – planetoida z pasa głównego asteroid okrążająca Słońce w ciągu 4 lat i 41 dni w średniej odległości 2,57 au. Została odkryta 31 sierpnia 1929 roku w Obserwatorium Simejiz na górze Koszka na Półwyspie Krymskim przez Grigorija Nieujmina. Nazwa planetoidy pochodzi od imienia siostry odkrywcy (Luda to zdrobnienie od Ludmiły). Przed nadaniem nazwy planetoida nosiła oznaczenie tymczasowe (1158) 1929 QF.